# 弯穗狗牙根
弯穗狗牙根（学名：Cynodon radiatus），又名恒春狗牙根，为禾本科狗牙根属下的一个种。分佈于马尔加什、南印度以及北澳大利亚、云南西双版纳等地。

## 扩展阅读
- 維基物種上的相關：弯穗狗牙根